# Салах, Ахмед
Хуссейн Ахмед Салах (араб. حسين أحمد صلاح‎, род. 31 декабря 1956, Али-Сабих) — джибутийский бегун на длинные дистанции, который специализировался в марафоне. Бронзовый призёр Олимпийских игр 1988 года в Сеуле, участник Олимпийских игр 1984 (20 место), 1992 (30 место) и 1996 (42 место) годов. Единственный джибутийский спортсмен, ставший призёром Олимпийских игр.
Двукратный серебряный призёр чемпионатов мира в марафоне 1987 и 1991 годов. Победитель первого Кубка мира по марафонскому бегу 1985 года в Хиросиме, а также многих международных марафонов, включая марафоны в Париже, Белграде, Вене. До настоящего времени владеет национальными рекордами Джибути в беге на 10000 метров (28.17,4) и марафоне (2:07.07).
На церемонии открытия Олимпийских игр 1996 года в Атланте и Олимпийских игр 2008 года в Пекине являлся знаменосцем делегации Джибути.